# Ariobarzanes II av Atropatene
Ariobarzanes II av Atropatene, död 4 e.Kr., var regerande kung av Armenien mellan 2 och 4 e.Kr. 